# Lights...Camera...Revolution!
Lights...Camera...Revolution! es el cuarto álbum del grupo Suicidal Tendencies. 
Es el último álbum de larga duración con el "sonido clásico" de Suicidal Tendencies. El álbum se va alejando de las raíces hardcore del grupo al irse más al thrash metal y agregando más funk (esto se debe tal vez al recién incorporado bajista Robert Trujillo). 
Curiosamente este álbum perdió el premio Grammy a mejor interpretación de metal, ante Stone Cold Crazy cover de Metallica, banda de la que Robert Trujillo formaría parte 12 años más tarde,  ocupando el lugar dejado por Jason Newsted en 2001.
El álbum fue certificado oro en Estados Unidos.

## Lista de canciones
| N.º | Título                     | Escritor(es)                 | Duración |  |
| 1.  | «You Can't Bring Me Down»  | Mike Muir, Rocky George      | 5:50     |  |
| 2.  | «Lost Again»               | Muir, George                 | 5:16     |  |
| 3.  | «Alone»                    | Muir, Mike Clark             | 4:24     |  |
| 4.  | «Lovely»                   | Muir, Clark, Robert Trujillo | 3:45     |  |
| 5.  | «Give It Revolution»       | Muir, Clark, R.J. Herrera    | 4:22     |  |
| 6.  | «Get Whacked»              | Muir, Clark                  | 4:23     |  |
| 7.  | «Send Me Your Money»       | Muir                         | 3:24     |  |
| 8.  | «Emotion No. 13»           | Muir, George                 | 3:43     |  |
| 9.  | «Disco's Out, Murder's In» | Muir, Clark, Herrera         | 3:07     |  |
| 10. | «Go'n Breakdown»           | Muir, Clark                  | 4:39     |  |

## Créditos
- Mike Muir – Vocalista
- Rocky George – Guitarra solista
- Mike Clark – Guitarra rítmica
- Robert Trujillo – Bajo
- R.J. Herrera – Batería

## Posición de las listas

### Álbum
| Año  | Listas        | Posición |
| ---- | ------------- | -------- |
| 1990 | Billboard 200 | 101      |

- Datos: Q941656